# 827
827 (DCCCXXVII, na numeração romana) foi um ano comum do século IX, do Calendário Juliano, da Era de Cristo, teve início a uma terça-feira e terminou também a uma terça-feira, e a sua letra dominical foi F.
| Ano completo                       |
| ---------------------------------- |
| Ano comum com início à terça-feira |

## Eventos
- 1 de Setembro - É eleito o Papa Valentino.
- Início da conquista da Sicília pelos Sarracenos.

## Nascimentos
- Montoku, 55º imperador do Japão.

## Mortes
- 27 de Agosto - Papa Eugénio II
- 16 de Novembro - Papa Valentino